# ويل جونسون (موسيقي)
ويل جونسون (بالإنجليزية: Will Johnson)‏ هو موسيقي أمريكي، ولد في 23 مارس 1971 في كينيت في الولايات المتحدة.

## وصلات خارجية
- الموقع الرسمي
- ويل جونسون على موقع ميوزك برينز (الإنجليزية)
- ويل جونسون على موقع أول ميوزيك (الإنجليزية)
- ويل جونسون على موقع ديسكوغز (الإنجليزية)